# Кахетинське царство
Кахетинське царство (груз. კახეთის სამეფო також відоме як Кахеті чи Кахетія) — монархічна держава у східній частині сучасної Грузії, що займало область Кахетію. У різні часи його столицею були Гремі й Телаві. Історія Кахетії з 1468 до 1762 року, як і інших частин Грузії, відзначалась боротьбою з Персією, Османською імперією та кавказькими горцями.

## Історія

### Передумови
Як особливе царство Кахетія у грузинських літописах згадується вже з IV—V століть, з часів запровадження там християнства. У арабських письменників з VII століття також відома ця країна.
Правителі Кахетії були відомі під різними титулами — корікозів, мтаварі тощо. Квіріке III (помер 1029) названий Великим, проголосив себе царем (мепе) Кахетії та Еретії. Від IX століття збереглось життя святого Іларіона, уродженця Кахетії. З того документа видно, що за тих часів християнство процвітало в Кахетії; там були чоловічі й жіночі монастирі, у яких зберігалось безліч книжок, були єпископи та інше духовенство, які підтримували релігійні відносини з Сирією, Палестиною, Константинополем і навіть Римом. Після смерті Квіріке III трон успадкував його племінник (син сестри) Гагік, з роду вірменських Кюрікідів, царів Ташир-Дзорагетського царства.
1106 року грузинський цар Давид узяв у полон Агсартана II, останнього кахеті-еретинського царя та приєднав Кахетію до решти Грузії. З тих пір до 1468 року Кахетія входила до складу об'єднаної Грузії, якою правили царі з династії Багратидів, тож упродовж 363 років історія Кахетії злилась із загальногрузинською.

### Утворення

Кахетинське царство у 1490 році

Постійні війни проти Кара-Коюнлу та Ак-Коюнлу остаточно послабили Грузинське царство до 1450-х років. Внаслідок цього за царя Георгія VIII розпочався процес роздрібнення єдиної монархії на регіональні царства. Спочатку викоремилося Самцхе-Саатабаго. У 1460-х роках від'єдналося Імеретинське царство. Спроби Георгія VIII відновити єдність царства мали короткочасні успіхи. 1466 року під владою Георгія VIII опинилася лише Кахетія. Він став першим її царем під ім'ям Георгій I. З метою зміцнення своєї влади Георгій I провів адміністративну реформу – скасував ериставства та розділив країну на дрібніші одиниці, на чолі яких поставив моуравів.
Олександр I всілякими засобами намагався забезпечити Кахеті мирне життя і врятувати країну від ворожих навал. Цього він домагався вмілою дипломатією, удаваною відданістю та поступливістю, виплатою данини. 1483 року було встановлено дипломатичні відносини з Великим князівством Московським. 1501 було визнано зверхність Персії.

### Боротьба з сусідями
1511 року відбулося послаблення царства внаслідок боротьби між членами правлячої династії, чим скористався картлійський цар Давид X, який 1513 року захопив Кахетію. Але вже 1518 року Леван відновив її незалежність, що було визнано Картлі лише у 1520 році після перемоги кахетинського війська у битві біля Магаро. Він продовжив політику Олександра I, зберігаючи вірність перським шахам.
1555 року грузинські землі за Амасійським договором були розділени між Османською імперією та Персією. Згідно нього Кахетія опинилася в сфері впливу останньої, чим скористався Тахмасп I, що відняв в Кахетії регіон Цукеті, який передав Ілісуйському султанату. 1578 року під час османсько-сефевідської війни Кахетія визнала зверхність Османської імперії, зобов'язавшись виплачувати данину. Разом з тим погіршилися відносини з Газікумухським шамхальством і Шекінським ханством, яких підтримувала Персія.
Разом з тим Московське царство, особливо після підкорення Казанського й Астраханського ханств (1552–1556), цілком свідомо прагнула поширити свій торговий та військово-політичний вплив на південь: Кабарду і Дагестан. Для цього їй потрібна був твердий ґрунт в особі християнського царства. В угоді 1587 року, укладеній між кахетинським царем Олександром II і московським царем Федором Івановичем останній пообіцяв Олександру «оберігати його від усіх ворогів».
Часи царювання в Персії могутніх шахів Аббаса I, Сефі й Аббаса II (з кінця XVI до 70-х років XVII століття) були особливо складними для Кахетії та Картлі. У ті часи шахи почали особливо підозріло ставитись до відносин Грузії з Московським царством. Шах Аббас I, що тоді успішно воював проти Османської імперії, змусив царя Олександра II визнати свою зверхність. Втручання перського володаря спричинило у 1602—1606 роках внутрішню боротьбу за владу в Кахетії, в якій зрештою гору взяв Теймураз I. Аббас I з недовірою дивився на кахетинського царя Теймураза I, що уклав союз з картлійським царем Луарсабом I. Після поразки у битві при Жалеті, кахетинський цар 1613 року відступив на захід, а Кахетію було захоплено персами. Мати царя, яка відмовилась прийняти мусульманство, Аббас I замучив, двох його синів Левана і Олександра покалічив, дочку взяв за дружину проти волі батька. Протягом 1616—1617 років перське військо двічі проникав плюндрувало Кахетію, пограбував церкви та забрал значну частину жителів Кахетії. Не лише християнські, але й мусульманські історики налічують побитих на місці за часів тієї навали від 60-70 тисяч душ, а забраних у полон — понад 100 тисяч (їх переселили до Ферейдану, Мазандерану, Хорасану). Замість них переселив до Кахетії до 15 тисяч дворів азербайджанських татар. Проте невдовзі повсталі грузини винищили всіх переселених «татар».
1625 року Теймураз I за підтримки Георгія Саакадзе зумів зайняти трон Картлі. Це спрокувало нову вторгнення. У запеклій битві на Марабдинському полі картлі-кахетинське військо зазнало поразки, але й перси понесли відчутні втрати. Наступного року Саакадзе в Ксанській ущелині завдав ворогові поразки. Завдяки цьому вдалося недопустити плюндрування Кахетії та Картлі. 1632 року поновилася війна з Персією, внаслідок чого Теймураз I втратив Картлі, де посів трон Ростом-хан. Останній 1648 року у битві біля Магаро переміг Теймураза I, захопивши Кахетію. таким чином два царства знову об'єдналися.
Але 1656 року шах Аббас II передав Кахетію гянджийському хану Муртаза-Кулі-хану. Шах вирішив ісламізувати Кахетію, для чого переселив сюди 80 тис. туркменів. Посилилися утиски християнського населення. Гірські народи — тушинці, пшави та хевсури — також опинилися у важкому становищі. Все це спричинило 1659 року потужне Бахтріонське повстання, хоча повстання було придушене до 1662 року, але більшість туркменів було вбито чи вигнано з Кахетії. 1664 року царем Кахетії шах затвердив колишнього імеретинського царя Арчіла II. У період його царювання Кахетія економічно зміцніла, стали відновлюватись церкви, будувалися нові споруди. Вдалося частково припинити набіги лезгін.
1674 року рішенням перського шаха Солеймана Сефі Кахетію було передано в управління кизилбашським ханам, які всіляко намагалися перетворити країну на мусульманське ханство. Хани не лише не чинили опір набігам лезгін, а й сприяли їх переселенню в східні області Кахеті — Как-Еніселі та Чар-Белакані. 1703 року на трон Кахетії рішенням шаха Солтана Хусейна було поставлено Назаралі-хана, але він вимушен був перебувати в Ісфагані, призначивши намісником свого сина Давида.
У 1710-х роках Кахетія дотримувалася дружніх відносин з Картлійським царством, головним завданням цього союзу був захист від нападів лезгін. Але 1722 року почалася нова війна між проперським кахетинським царем Махмудкулі-ханом і картлійським царем Вахтангом VI, що намагався спертися на російську допомогу, але Махмадкулі-хан переміг, знову об'єднавши обидва царства. Але вже 1723 року внаслідок османського вторгнення втратив Картлі, а як цар Кахетії вимушен був 1725 року визнати зверхність осмнаської імперії. Але 1732 року османи поставили на трон Теймураза II, який втім 1735 року перейшов на бік перського шаха Надіра, завдяки чому  з невеликою перервою зберігав трон до 1744 року, коли стає царем Картлі, а його син Іраклій — царем Кахетії. Обидва царя переміним успіхом діяли проти лезгін, кизилбашів та азербайджанських ханів. 1762 року Іраклій після смерті батька останній об'єднав обидві держави у Картлі-Кахетинське царство.

## Устрій
Вищу політичну, військову та судову мав цар, що спирався на дарбазі (велику раду), яка в свою чергу складалася з знаті (таваді). Більшість посад у державному апарату збереглися з часів Грузинського царства.
Царі мали також перські титул валі, а з XVIII ст. за відсутності царів, що часто перебували при дворі шаха, призначався джанішин (намісник) з династії Багратіоні. За часів Надір Шаха титул царя було скасовано, а намісником шаха були валі й наїби. Це тривало до 1744 року.
1578 року Кахетія османи перетворили на бейлербейство, на чолі якого втік залишився правляча династії Багратіоні.
Царство було поділено на провінції на чолі із моураві.

#### Царі Кахетії
1. Георгій I — цар (1466–1476),
2. Олександр I — цар (1476—1511),
3. Георгій II — цар (1511—1513),
4. Давид X — цар (1513—1520),
5. Леван — цар (1520—1574),
6. Олександр II — цар (1574—1603),
7. Давид I — цар (1603—1604),
8. Олександр II — цар (1604—1605, вдруге),
9. Костянтин I — цар (1605),
10. Теймураз I — цар (1606–1648) (цар Картлі-Кахетії — 1625—1632),
11. Ієссе — цар (1614–1615),
12. Ростом (см. выше — цар Картли) (Ростом Хан) — цар (1648—1656),
13. Арчіл II (Шах Назар-хан) — цар (1664—1674),
14. Іраклій I — цар (1688–1703, вдруге),
15. Давид II (Імам Кулі Хан) — цар (1703—1722),
16. Костянтин II (Махмад Кулі Хан) — цар (1722—1732),
17. Теймураз II — цар (1732—1736),
18. Олександр III — цар (1736—1737),
19. Теймураз II — цар (1737—1744, вдруге),
20. Іраклій II — цар (1744—1762)

## Військо
У військовому відношенні країна була поділена на чотири садрошо (воєводство), на чолі кожного садрошо стояли єпископи Бодбелі, Руствелі, Алаверделі та Некреселі відповідно.
У 1570-х роках основне військо становило 12 тис. вояків, але принеобхідності воно розширювалося за рахунок феодального ополчення до 24 тис.

## Економіка
У сільському господарстві розвивалися традиційні галузі: виноградарство, садівництво, плодівництво, зерноводство. У гірських районах збирали ягоди. Було розвинено свинарство, вирощували власну кахетинську породу. Килими, тканини, шовк і вино місцевого виробництва були відомими й поза межами Кахетії.
У XVI столітті для економічного підйому у царстві створилися найкращі умови. До того ж Кахетія була біля торгового шляху Гілан-Шемаха-Астрахань. У цей період відродилися міста Гремі та Загемі. Держава мала торговельні відносини з Персією та Московським царством.
Втім економічний розвиток був надовго перерваний навалами шах Аббаса I. Данина, яку сплачували за доби політичної залежності та Персії, була невеликою. Але господарству завдавали шкоди регулярні вторгнення у XVII ст. Особливо у складній ситуація Кахетія опинилася в часи панування гянджинського хана, коли переселені туркмени почали розводити худобу на рівнинній території, перетворюючи. квітучі сади та виноградники на пасовища.

## Культура
З кінця XVI ст. внаслідок вторгнень Персії та Османської імперії обов'язковою стала видача певної кількості дітей обох статей, яких відряджали час від часу до Ісфахана та Стамбула як заручників. Дівчата виходили заміж за шахів, султанів та їхніх наближених, а хлопчики, виховані в дусі мусульманства, зазвичай повертались до Грузії для зайняття вищих посад. Іншим засобом була пропаганда ісламу. Незважаючи на всі випробування, населення Кахетії підтримувало й охороняло християнство та релігійні пам'ятки; духовенство дієво захищало чистоту віри й церкви, започатковувало школи при церквах і монастирях. У головних містах Кахетії, Гремі й Телаві, існували вищі богословські школи (семінарії) з доволі широкою навчальною програмою.

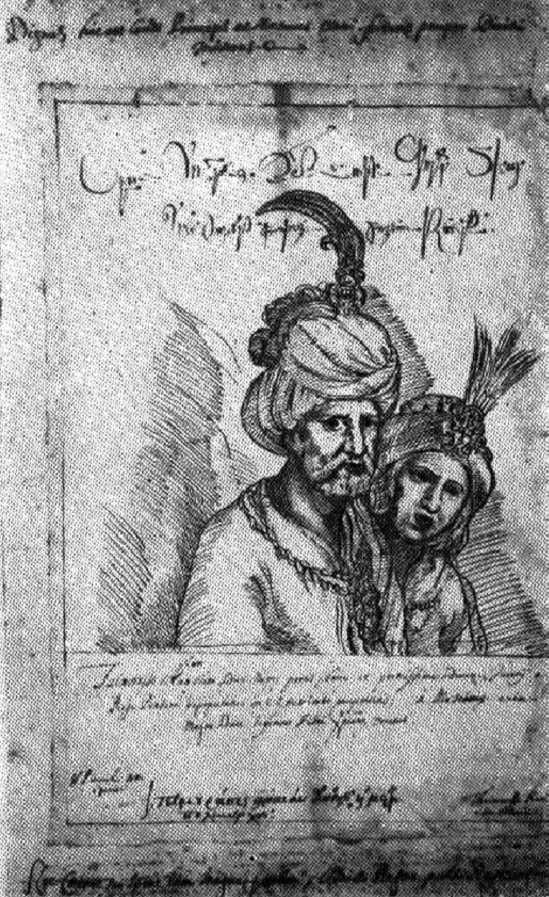
Теймураз I — цар Кахетії, поет-лірик

Серед грузинських поетів і письменників посідали почесне місце кахетинські царі Теймураз I та Арчіл (помер 1712). Слід виділити твори «Розмова дня і ночі», «Розмова з Руставелі» та ін. Теймураз II переклав з перської збірки байок.
За часів царя Іраклія у 1758 році була відкрита семінарія в Телаві.
У фресковому живописі велике місце займають портретні зображення царів і таваді, насамперед кахетинських царів у Гремі.

### Архітектура

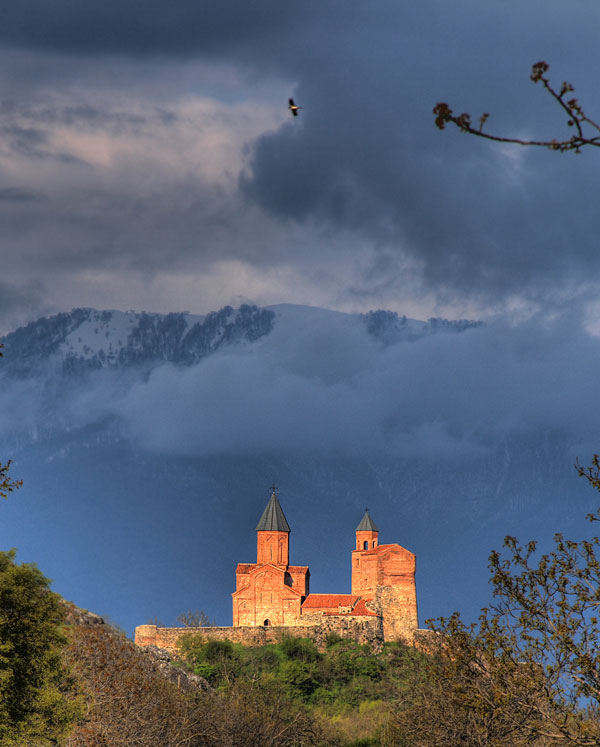
Царський замок і фортеця Гремі

У XVI-XVII століттях здебільшого відновлювалися зруйновані під час воєн та навал церкви і монастирі, але будувалися і нові церкви. Примітним є міський ансамбль Гремі. До комплексу входили базарна площа, лазні, різні споруди та споруди. До нас дійшли лише руїни міста. Збереглася церква св. Архангел, побудований на верхівці гори.